# Mons in Numidia
Mons in Numidia (łac. Montensis in Numidia) – stolica historycznej diecezji w Cesarstwie rzymskim w prowincji Numidia, współcześnie kojarzone z okolicą Mdila w Algierii. Obecnie katolickie biskupstwo tytularne. 

## Biskupi tytularni
| Lp. | Biskup                    | Funkcja                                      | Od              | Do                |
| --- | ------------------------- | -------------------------------------------- | --------------- | ----------------- |
| 1   | Gregorio Modrego y Casaus | emerytowany arcybiskup Barcelony (Hiszpania) | 7 stycznia 1967 | 11 grudnia 1970   |
| 2   | Leonard James Crowley     | biskup pomocniczy Montrealu (Kanada)         | 8 lutego 1971   | 15 marca 2003     |
| 3   | Wojciech Polak            | biskup pomocniczy gnieźnieński               | 8 kwietnia 2003 | 17 maja 2014      |
| 4   | Michael Yeung Ming-cheung | biskup pomocniczy Hongkongu                  | 11 lipca 2014   | 13 listopada 2016 |
| 5   | Geovane Luís da Silva     | biskup pomocniczy Belo Horizonte (Brazylia)  | 21 grudnia 2016 | 19 kwietnia 2023  |
| 6   | John Kiplimo Lelei        | biskup pomocniczy Eldoret (Kenia)            | 27 marca 2024   | 10 lipca 2025     |